# 이심률
기하학에서 이심률(離心率, 영어: eccentricity)은 원뿔 곡선의 특성을 나타내는 값이다. 원뿔 곡선이 원에서 벗어나는 정도를 나타낸다고 볼 수 있다.

## 정의

plane section of a con

원뿔곡선은 점(초점)과 선(준선)까지의 거리가 일정한 비율에 있는 점의 자취로 정의할 수 있다.
이 비율을 이심률이라고 하며 일반적으로 e로 표기한다. 또한 이중원뿔을 평면으로 잘랐을 때 생기는 곡선에서 이심률은
{\displaystyle {\displaystyle e={\frac {\sin \beta }{\sin \alpha }},\ \ 0<\alpha <90^{\circ },\ 0\leq \beta \leq 90^{\circ }\ }}이고
여기서 α는 원뿔의 모선과 밑면의 사잇각이며 β는 자르는 평면과 밑면의 사잇각이다.
단면은 β=0일 때 원, β=α일 때 포물선이 된다. (단, 평면은 원뿔의 꼭짓점과 만나지 않아야 한다.)
c (또는 f, e)로 표기하는 타원이나 쌍곡선의 선형 이심률은 중심과 어느 한 초점 사이의 거리이다.
이심률은 반장축에 대한 선형 이심률의 비율로 정의할 수 있다. 즉, {\displaystyle {\displaystyle e={\frac {c}{a}}}} (단, 중심이 없으면 포물선에 대한 선형 이심률이 정의되지 않는다.)

## 성질
원뿔 곡선의 이심률의 가능한 범위는 다음과 같다. 여기서 직선 역시 이차곡선 중 일차직선이기에 정의될 수 있다.
- 원의 이심률은 0이다.

이심률이 증가하는 순서대로 늘어놓은 원뿔 곡선. 이심률이 늘어나면 곡률은 줄어든다는 점과 겹치는 곡선이 없다는 점을 주목하라.

- 타원의 이심률은 0과 1 사이의 값이다.
- 포물선의 이심률은 1이다.
- 쌍곡선의 이심률은 1보다 크다.
- 직선의 이심률은 무한대이다.

두 원뿔 곡선의 이심률이 같다는 것은 두 원뿔 곡선이 서로 닮는다는 것과 동치이다.
| 원뿔 단면 | 방정식 | 이심률 ( e )                                                       | 선형 이심률( c )                                      |
| --------- | --- | ------------------------------------------------------------------ | ----------------------------------------------------- |
| 원        | {\displaystyle {\displaystyle x^{2}+y^{2}=r^{2}}} | 0                                                                  | 0                                                     |
| 타원      | {\displaystyle {\frac {x^{2}}{a^{2}}}+{\frac {y^{2}}{b^{2}}}=1} 또는 {\displaystyle {\displaystyle {\frac {y^{2}}{a^{2}}}+{\frac {x^{2}}{b^{2}}}=1}} (단, a>b) | {\displaystyle {\displaystyle {\sqrt {1-{\frac {b^{2}}{a^{2}}}}}}} | {\displaystyle {\displaystyle {\sqrt {a^{2}-b^{2}}}}} |
| 포물선    | {\displaystyle {\displaystyle x^{2}=4ay}} | 1                                                                  | –                                                     |
| 쌍곡선    | {\displaystyle {\frac {x^{2}}{a^{2}}}-{\frac {y^{2}}{b^{2}}}=1} 또는 {\displaystyle {\displaystyle {\frac {y^{2}}{a^{2}}}-{\frac {x^{2}}{b^{2}}}=1}}           | {\displaystyle {\displaystyle {\sqrt {1+{\frac {b^{2}}{a^{2}}}}}}} | {\displaystyle {\displaystyle {\sqrt {a^{2}+b^{2}}}}} |

여기서 타원과 쌍곡선의 경우 a 는 긴반지름의 길이이고 b 는 짧은반지름의 길이이다.

{\displaystyle Ax^{2}+Bxy+Cy^{2}+Dx+Ey+F=0}의 꼴로 원뿔곡선이 주어졌을 때,

이심률 {\displaystyle e={\sqrt {\frac {2{\sqrt {(A-C)^{2}+B^{2}}}}{\eta (A+C)+{\sqrt {(A-C)^{2}+B^{2}}}}}}} 이고,

{\displaystyle {\begin{bmatrix}A&B/2&D/2\\B/2&C&E/2\\D/2&E/2&F\end{bmatrix}}}의 3x3 행렬의 행렬식 값이 음수이면 {\displaystyle {\displaystyle \eta =1}},
양수이면 {\displaystyle {\displaystyle \eta =-1}}이다.

## 같이 보기
- 궤도이심률
- 편평률